# Euphyes arpa
Euphyes arpa is een vlinder uit de familie van de dikkopjes (Hesperiidae). De wetenschappelijke naam van de soort is voor het eerst geldig gepubliceerd in 1829 door Jean Baptiste Boisduval & Le Conte.